# マルト・ダルマニャック
マルト・ダルマニャック（仏:Marthe d'Armagnac）またはマルタ・デ・アルマニャック（西:Marta de Armagnac, ? - 1378年10月23日）は、アラゴン王フアン1世の最初の妻。夫の即位以前に死去したため王妃にはなれなかった。

## 生涯
フランスのアルマニャック伯ジャン1世とその2番目の妻でブルボン公ルイ1世の姪にあたるベアトリス・ド・クレルモンの間の娘として生まれた。誕生年は不詳だが、1347年以降と考えられている。姉のジャンヌはベリー公ジャンの夫人となった。1370年にアランソン伯ピエール2世と婚約したが、破談となっている。
アラゴン王ペドロ4世はカスティーリャ王ペドロ1世との間で繰り広げていた二人のペドロの戦争を優位に進めるべく、フランスとの同盟を模索していた。ペドロ4世は長男のジローナ公フアンの妻にフランス王女ジャンヌを迎えようとするが、ジャンヌはバルセロナへ向かう途上で病死した。さらにフランス王シャルル5世は、カスティーリャの新王エンリケ2世の即位（1369年）を支援した関係で、エンリケとは強固な同盟関係にあった。
ペドロ4世は次に南フランスの有力諸侯であるアルマニャック伯ジャン1世に同盟を持ち掛けた。アルマニャック伯家は二人のペドロの戦争でカスティーリャ側の同盟者であり、彼が裏切ればカスティーリャには痛手であった。一方、ジャン1世もフォワ伯家との対抗上、アラゴン王との同盟は好都合だった。ジローナ公フアンとマルトとの婚姻契約は1373年3月27日に成立した。マルトに約束された寡婦財産は15万ポンドという莫大なものだった。2人の結婚式は1373年6月24日にバルセロナで行われた。
マルトは物静かで穏やかな性質で、婚家や新しい国の人々にすぐになじんだ。さらに夫フアンの人柄をよく理解し、怒りっぽい夫をなだめる役目を果たした。1377年に義父のペドロ4世が下級貴族の娘シビラ・デ・フォルティアを4番目の妃に迎えたことは宮廷の醜聞となり、特に夫のフアンはシビラを激しく嫌ったが、マルトはシビラと友好的な関係を結んだ。1378年、おそらく末娘の出産後に体調が悪化して死去した。夫は1380年にヨランド・ド・バルと再婚した。

## 子女
夫との間に5人の子女をもうけたが、成長したのは娘1人だけである。
- ハイメ（1374年）
- フアナ（1375年 - 1407年） - 1392年、フォワ伯マチューと結婚
- フアン（1376年）
- アルフォンソ（1377年）
- レオノール（1378年）